# The Fleshy Part of the Thigh
"The Fleshy Part of the Thigh" 69. je epizoda HBO-ove televizijske serije Obitelj Soprano i četvrta u šestoj sezoni serije. Napisali su je Diane Frolov i Andrew Schneider, režirao Alan Taylor, a originalno je emitirana 2. travnja 2006. 

## Radnja
Tony odlazi na operaciju zatvaranja abdomena. Kako mu se stanje popravilo, predstavnici osiguravajuće tvrtke žele ga što prije poslati kući. Prije odlaska, Tony stupa u kontakt s dva pacijenta sa svoga kata, Johnom Schwinnom, fizičarem, i Da Luxom, reperom. 
Da Lux izražava svoje divljenje prema Tonyju, nadjenuvši mu nadimak "Original G" (kao "gangster"). Kao i Tony, i on je hospitaliziran zbog ranjavanja vatrenim oružjem, što su ozljede za koje mnogi njegovi kolege i obožavatelji smatraju kako mogu pomoći u unaprijeđivanju karijere. Bobby predloži takvu ideju Marvinu, jednom od repera koji posjećuje bolnicu: Bobby će pomoći Marvinu započeti karijeru ustrijelivši ga u "mesnati dio" bedra. Marvin pristane, ali nakon što kasnije reper ne ispoštuje dogovoreni honorar, Bobby ga ustrijeli u stražnjicu.
Paulie posjećuje svoju ujnu Dottie na samrtnoj postelji, koja ga obavještava kako mu je ona zapravo majka. Kako je bila časna sestra te nije htjela osramotiti obitelj, dala je svojoj sestri da odgoji Paulieja kao svoga sina. Shrvan vijestima i propitujući vlastiti identitet, Paulie se muči ostati koncentriran na poslu. Suočava se s Nucci, ženom koja ga je odgojila te joj kaže kako je više neće financijski uzdržavati i kako više ne želi imati ništa s njom.
Gledajući boksački meč na satelitskoj televiziji s Tonyjem i Da Luxom u reperovoj sobi, i nakon što se Paulie požali kako su svi usamljeni, Schwinn započne razgovor o povezanosti svih života, rekavši im kako se nijedan događaj ili entitet ne može shvatiti zasebno od ostatka svijeta. Schwinn ima ideje koje nisu u skladu s vjerovanjima pastora Boba, evangeličkog redovnika koji posjećuje Tonyja. Tony se povjeri Schwinnu kako počinje vjerovati da su svi oni dio nečega većega. Schwinn, koji je dospio u bolnicu zbog proširenja sinusa, otkrio je da boluje od raka grla, radi čega mu je izvađen grkljan, umire malo prije no što se Tony odjavio iz bolnice.
Nakon smrti Dicka Baronea, njegov sin Jason preuzima vlasništvo nad Barone Sanitationom (čiji je Tony konzultant), te pokuša prodati tvrtku bez Tonyjeva odobrenja. Nakon što Tony, Paulie i Patsy Parisi istaknu da prodaja ne bi bila u njihovu najboljem interesu, Jason otkriva da je proces već toliko odmakao da je prekasno zaustaviti ga. Tvrtka koja pokušava kupiti Baroneove rute povezana je s Johnnyjem Sackom. Nakon nasilnog susreta dvije smetlarske ekipe koje pokušavaju raditi na istim rutama, i nakon pregovora, Tony pristaje na Sackove uvjete i dopušta prodaju preko njih. Tony naleti i na Jasonovu majku, koja ga preklinje da se pobrine da nitko ne naudi njezinu sinu. Preklinjanje majke za svojeg sina natjera Paulieja da napusti bolničku sobu u suzama. Napuštajući bolnicu, Tony ponovno izbjegne sukob dopustivši medicinskom tehničaru da zadrži novac za koji je Tony tvrdio kako je ukraden iz njegove lisnice one večeri kad ga je ustrijelio Junior.
Po izlasku iz bolnice, i nakon nekoliko trenutaka promatranja vanjskog života iz invalidskih kolica, Tony primjećuje, "od sada pa nadalje, svaki dan je dar". Na dokovima, Paulie pretuče Jasona, upozorivši ga da ga slučajno ne oda Tonyju. Paulie zatraži od Jasona mjesečni novčani iznos jednak troškovima Nuccina staračkog doma.

## Glavni glumci
- James Gandolfini kao Tony Soprano
- Lorraine Bracco kao dr. Jennifer Melfi *
- Edie Falco kao Carmela Soprano
- Michael Imperioli kao Christopher Moltisanti
- Dominic Chianese kao Corrado Soprano, Jr. *
- Steven Van Zandt kao Silvio Dante
- Tony Sirico kao Paulie Gualtieri
- Robert Iler kao A.J. Soprano
- Jamie-Lynn Sigler kao Meadow Soprano
- Aida Turturro kao Janice Soprano
- Steve Schirripa kao Bobby Baccalieri
- Vincent Curatola kao Johnny Sack
- Frank Vincent kao Phil Leotardo
- Joseph R. Gannascoli kao Vito Spatafore
- Dan Grimaldi kao Patsy Parisi

* samo potpis

### Gostujući glumci
| - Jerry Adler kao Hesh Rabkin - Keith Thomas Brown kao Keshawn - Max Casella kao Benny Fazio - Carl Capotorto kao Little Paulie Germani - John "Cha Cha" Ciarcia kao Albie Cianflone - Gary Cowling kao bolničar Bruce - Gustavo Cunha kao Armando - Sandra Daley kao medicinska sestra Fiona Macken - Michael DeNigris kao Charles Cinelli - Paul DePasquale kao dispečer - Rob Devaney kao Bob Brewster - Chris Diamantopoulos kao Jason Barone - Frances Ensemplare kao Nucci Gualtieri - Jojo Gonzalez kao bolničar Gilbert Campos - Felicia Graham kao Devonna - Hal Holbrook kao John Schwinn - Lord Jamar kao Da Lux - Ron Leibman kao dr. Lior Plepler - Judith Malina kao ujna Dottie | - Lois Markle kao majka nadzornica - Ivan Martin kao Kenny Giacolone - Chazz Menendez kao Goon - Marcos Muniz kao Ramon - Lila Blake Palmer kao Marvinova djevojka - Angela Pietropinto kao Helen Barone - Turk Pipkin as Aaron Arkaway - Anthony "Treach" Criss kao Marvin - MuMs da Schemer kao Mop - Joyce Roach kao djed - Ash Roeca kao Rudy Diaz - James Vincent Romano kao Cary DiBartolo - Paul Schulze kao otac Phil Intintola - Michael Serratore kao vozač - Tracey Silver kao Beth Kaplan - Gina Tognoni kao Catherine Lipman - Fiana Toibin kao medicinska sestra - Sallie Toussaint kao Blinged-Out-ova djevojka - Alberto Vazquez kao Julian |

## Prva pojavljivanja
- Albie Cianflone: consigliere u ekipi Phila Leotarda.

## Umrli
- Ujna Dottie: Pauliejeva biološka majka koja umire prirodnom smrću.

## Naslovna referenca
- Razgovarajući o podizanju reperove popularnosti, Bobby predloži ranjavanje u "mesnati dio bedra" ("the fleshy part of the thigh").
- Prišavši samrtnoj postelji ujne Dottie, Paulie pokuša plahtom pokriti njezino otkriveno bedro, koje ona odmah otkriva.

## Reference na druge medije i događaje
- Prilikom Aaronova posjeta Tonyju u njegovoj sobi, u pratnji pastora Boba, on nosi majicu na kojoj stoji ime Terri Schiavo, žene s Floride čije je vegetativno stanje i održavanje života umjetnim putem krajem 1990-ih i početkom 2000-ih bilo izvor političkih kontroverzi.
- Pastor Bob kasnije poklanja Tonyju knjigu Born Again Charlesa Colsona, ključne figure Skandala Watergate koji je u zatvoru postao ponovno rođeni kršćanin.
- Nakon što je premješten u običnu bolničku sobu nakon operacije, Tony gleda televizijsku seriju iz 1970-ih Kung Fu; Tony kaže Paulieju kako je volio gledati seriju dok je bio dječak.
- Lik Johna Schwinna bio je znanstvenik iz Bell Labsa, koji je konstruirao prvi aktivni telekomunikacijski satelit, Telstar. Gledajući meč na satelitskom programu, signal se u jednom trenutku poremeti, a Paulie mu kaže da popravi prijem.

## Glazba
- Tijekom odjavne špice svira skraćena verzija "One of These Days" Pink Floyda.
- Dok Jason Barone vesla na jezeru, čuje se prva strofa pjesme "The Three Bells" sastava The Browns. Pjesma će se opet koristiti u sljedećoj epizodi, "Mr. & Mrs. John Sacrimoni Request...".
- Tony tijekom sastanka s Philom na liniji pušta pjesmu "Foreplay/Long Time" sastava Boston.
- Tijekom scene u bolnici kad Tony i Paulie gledaju meč, Schwinn komentira kako je sve povezano na što Da Lux odvraća, "Sve je sve, mogu to shvatiti." ("Everything is everything, I can dig that.") Glumac koji igra Da Luxa je Lord Jamar iz rap skupine Brand Nubian. Treći album Brand Nubiana zove se Everything Is Everything.

## Vanjske poveznice
- The Fleshy Part of the Thigh u internetskoj bazi filmova IMDb-a